# Temoac (kommun)
Temoac är en kommun i Mexiko.   Den ligger i delstaten Morelos, i den sydöstra delen av landet, 80 km söder om huvudstaden Mexico City. Antalet invånare är 12 065.
Följande samhällen finns i Temoac:
- Temoac
- Huazulco
- Popotlán